# Shamanic Princess
Shamanic Princess (シャーマニックプリンセス?) es una serie en formato OVA dirigida por Hiroyuki Nishimura y Mitsuru Hongo para el estudio Triangle Staff. La misma constó de 6 episodios.
Para los países de habla inglesa, el OVA ha sido licenciado por Central Park Media y, a partir de 2012, por Media Blasters. En Estados Unidos y Canadá, puede verse a través del sitio Crunchyroll y en el canal de televisión Toku. En Italia, ha sido distribuido por Dynit y doblado por Studio P.V. Milano. En Francia, la distribución estuvo a cargo de Beez Entertainment.Y Por último, en Alemania, el doblaje lo realizó el estudio Circle of Arts. Debut en el servicio gratuito de Tubi. Se acreditó un corto cruzado de colaboración.

## Argumento
Tiara Péndragőn es enviada por el mundo mágico Guardian para recuperar el Trono de Yord, el elemento más poderoso. Sin embargo, ella descubre que éste fue tomado por su antiguo amor, Kagetsu.

## Personajes
- Tiara (ティアラ?)
- Japolo (ジャポロ?)
- Graham (グラム?)
- Lena (レナ Rena?)
- Leon (レオン Reon?)
- Kagetsu (華月?)
- Sara (紗羅?)
- Trono de Yord (ヨルドの座 Yorudo no Za?)

## Equipo de Producción
- Directores: Hiroyuki Nishimura (eps 5-6) y Mitsuru Hongo (eps 1-4)
- Música: Yoshikazu Suo
- Diseño de personajes: Atsuko Ishida
- Dirección de Arte: Hajime Matsuoka y Satoshi Matsuoka
- Productores Ejecutivos: Takashi Mogi y Yutaka Takahashi
- Productores: Kazuhiko Ikeguchi, Minoru Takanashi y Yasushi Yoritsune

## Episodios
Esta animación constó de 6 episodios:
1. The Throne of Yord
2. Forest
3. Awakening
4. Morning of Prayer
5. The Guardian World
6. The Festival of Wind

## Reparto
| Personaje     | Seiyū Original (Japón) | Actor de voz (Estados Unidos) | Actor de voz (Italia) |
| ------------- | ---------------------- | ----------------------------- | --------------------- |
| Tiara         | Sayuri                 | Tara Jayne                    | Emanuela Pacotto      |
| Japolo        | Rika Matsumoto         | P.M. Lewis                    | Patrizia Mottola      |
| Graham        | Rika Matsumoto         | Tristan Goddard               | Alberto Ferracin      |
| Lena          | Mitsuki Yayoi          | Suzy Prue                     | Debora Magnaghi       |
| Leon          | Hiro Yūki              | Álvaro J. González            | Massimo Di Benedetto  |
| Kagetsu       | Kōichi Yamadera        | Crispin Freeman               | Patrizio Prata        |
| Sara          | Tomo Sakurai           | Mary Anne Towne               | Lara Parmiani         |
| Trono de Yord | Rokurō Naya            | Tristan Goddard               | Oliviero Corbetta     |
| Apoline       | Tomoko Maruo           | Wendy Walker                  | Manuela Scaglione     |
| Mimi          | Yuka Imai              | Rachael Lillis                | Jenny De Cesarei      |
| Susanna       | Akiko Nakagawa         | Rachael Lillis                | Elisabetta Cesone     |

## Banda sonora
- Openings:
  - "Niwashi King" por Susumu Hirasawa (eps 1-4).
  - "Niwashi King {marcian's ghost mix}" por Susumu Hirasawa (ep 5).
- Endings:
  - "Omoide no Mori" por Miwako Saito (eps 1-6).
  - "Ghost Bridges" por Susumu Hirasawa (ep 5).

## Mahō Tsukai Tai! vs. Shamanic Princess
Mahō Tsukai Tai! vs. Shamanic Princess (魔法使いTai! vs シャーマニックプリンセス?) es un OVA lanzado en el año 1998. El mismo consta de un solo episodio. Se trata de un epílogo, a modo de parodia, de las series Shamanic Princess y Mahō Tsukai Tai!. Además aparece la diseñadora artista de personajes Atsuko Ishida en su versión animada, retando a un loco productor y artista pervertido, por arruinar la animación escénica donde Tiara estaba desnuda y enfocando su trasero. Ha sido producido conjuntamente por los estudios Bandai Visual y NYAV Post.